# City of Angels (chanson de Thirty Seconds to Mars)
Pour les articles homonymes, voir City of Angels.
Singles de Thirty Seconds to Mars
Do or Die
(2013) Walk on Water
(2017)
Pistes de Love, Lust, Faith and Dreams
Up in the Air The Race
City of Angels est un single du groupe Thirty Seconds to Mars. Il est issu de l'album Love, Lust, Faith and Dreams sorti en mai 2013. Après son apparition à la 33e place dans le UK Rock Chart, la chanson est distribuée en tant que single promotionnel le 30 juillet 2013. Dans la vidéo, des témoignages des célébrités sont inclus à propos de Los Angeles.

## Promotion
À la suite de la parution de City of Angels, la chanson est mise en vente sur iTunes Store et Amazon.com pour 0,69 $, originellement présentée sur l'album Love, Lust, Faith and Dreams,.

## Développement
City of Angels est écrit par Jared Leto et produit grâce à son ancien collaborateur Steve Lillywhite. La chanson est enregistrée à l'International Centre for the Advancement of the Arts and Sciences of Sound de Los Angeles. Leto décrit City of Angels comme la chanson la plus personnelle composée par Thirty Seconds to Mars jamais écrit ; il explique que « c'est notre histoire, à mon frère et moi, allant à Los Angeles pour réaliser nos rêves. C'est une lettre d'amour adressée à cette terre belle et bizarre. » Leto explique que la chanson peut parler de n'importe quel lieu dans lequel chaque personne veut réaliser ses rêves. Il explique qu'il s'agit d'une « chanson personnelle, évidemment, d'un lieu spécifique : Los Angeles. Mais ça pourrait être... pour ma part, quand j'étais petit, c'était New York City. C'est là où je suis allé pour réaliser mes rêves, à cette époque pour devenir peintre, un artiste. J'étais à l'école d'art, et New York c'est l'endroit où tu peux réaliser tes rêves. Et en grandissant, j'ai commencé à étudier les films et je suis parti à Los Angeles. Mais ça pourrait être Paris, ça pourrait être Shanghai, ça pourrait être San Francisco, Palo Alto, n'importe où. Un endroit où tu voudrais aller et réaliser tes rêves. »

## Vidéoclip
Le vidéoclip de la chanson est diffusé pour la première fois le 12 octobre 2013 lors du concert de Thirty Seconds to Mars au Hollywood Bowl. Il est réalisé par Jared Leto sous le nom de Bartholomew Cubbins. Le tournage est réalisé en deux jours entre les 18 et 19 août 2013, à Los Angeles, en Californie. Le vidéoclip est mis en ligne sur YouTube le 29 octobre 2013. Les célébrités y incluent Kanye West, Juliette Lewis, Lindsay Lohan, Olivia Wilde, Steve Nash, Ashley Olsen, Lily Collins, James Franco, Selena Gomez, Alan Cumming, Shaun White et Corey Feldman.

## Liste des pistes
- CD single aux États-Unis

1. City of Angels (Radio Edit) – 4:13
2. City of Angels (Album Version) – 5:04

- CD single en Europe

1. City of Angels (Radio Edit) – 4:18
2. City of Angels (Album Version) – 5:02
3. City of Angels (Instrumental) – 5:03

## Classement hebdomadaire
| Classement (2013-2014)             | Meilleure position |
| ---------------------------------- | ------------------ |
| Australie (ARIA)                   | 93                 |
| Belgique (Flandre Ultratip 100)    | 69                 |
| République tchèque (IFPI)          | 91                 |
| Croatie (ARC Top 40)               | 74                 |
| Finlande (Suomen virallinen lista) | 32                 |
| Allemagne (Media Control AG)       | 92                 |
| Pologne (LP3)                      | 28                 |
| Portugal (AFP)                     | 17                 |
| UK Rock (Official Charts Company)  | 21                 |
| US Alternative Songs (Billboard)   | 8                  |
| US Rock Songs (Billboard)          | 31                 |

## Historique
| Région     | Date             | Format                 | Label           |
| ---------- | ---------------- | ---------------------- | --------------- |
| États-Unis | 30 juillet 2013  | Modern rock            | Virgin Records  |
| Italie     | 25 octobre 2013  | Contemporary hit radio | Universal Music |
| Europe     | 11 novembre 2013 | Contemporary hit radio | Virgin Records  |